# Ward megye (Texas)
Ward megye az Amerikai Egyesült Államokban, azon belül Texas államban található. Megyeszékhelye és legnagyobb városa Monahans. Lakosainak száma 11 644 fő (2020. április 1.). Ward megye Winkler, Ector, Crane, Pecos, Reeves és Loving megyékkel határos.

## Népesség
A megye népességének változása:
| Lakosok száma | 10 612 | 10 703 | 10 887 | 11 244 | 11 721 | 11 644 |
|               | 2010   | 2011   | 2012   | 2013   | 2015   | 2020   |